# 萨克森民间艺术博物馆
萨克森民间艺术博物馆（德语：Museum für Sächsische Volkskunst）是德国萨克森州首府德累斯顿的民间艺术博物馆，位于内新城（Innere Neustadt）的耶格霍夫（Jägerhof）。 
木偶剧收藏馆（德语：Puppentheatersammlung）隶属于民间艺术博物馆；二者都属于德累斯顿国家艺术收藏馆（Staatliche Kunstsammlungen Dresden）。
这个博物馆的收藏品包含来自全州各地18世纪以来的 27,000 多件多样化的民间艺术品，其中包括来自卢萨蒂亚的典型区域艺术品。